# Baie de Nuevitas
La baie de Nuevitas (en espagnol : Bahía de Nuevitas) est une baie de la côte nord de Cuba, dans la province de Camagüey. 
Dans ses plus grandes dimensions, la baie s'étend sur 24,8 km en longueur et 13,5 km en largeur. Le chenal d'entrée, long de 9,5 km, est profond de 11,5 m.
La baie de Nuevitas est partagée en deux parties par la péninsule de Guincho. La ville de Nuevitas se trouve au sud de la péninsule et son port au nord. Puerto Nuevitas  est l'un des principaux ports cubains pour l'exportation de sucre.